# Hotel MiraCosta
Hotel MiraCosta (ホテルミラコスタ, hoteru Mirakosuta) is een hotel in Tokyo Disney Resort in Japan.
Het hotel ligt aan de ingang van het themapark Tokyo DisneySea, en is gelijk geopend met Tokyo DisneySea, namelijk op 4 september 2001. Het hotel heeft uitzicht over de lagune in Tokyo DisneySea, aan de voet van de vulkaan Mount Prometheus net achter de Baai van Tokio.